# 맛감자
맛감자는 강판에 간 감자를 작고 짤따란 원기둥 모양으로 뭉쳐 튀긴 음식이다. 미국의 냉동감자 식품 회사 오어아이다의 창립자인 프랜시스 니파이 그리그와 골든 그리그가 1953년에 개발한 음식으로, 테이터 토트(tater tot)라는 이름이 상표 등록 되어 있다. 한국에서는 흔히 분식집에서 팔린다.

## 같이 보기
- 미국 요리
- 감자 튀김
- 해시 브라운